# 王學顏 (嘉靖進士)
王學顏（？—？），字少潛，號會沙，湖廣長沙府湘潭縣人，軍籍，明朝政治人物。

## 生平
嘉靖二十二年（1543年）癸卯科湖廣鄉試第三十七名舉人，三十二年（1553年）中式癸丑科會試第三百十九名，二甲第五十名進士。改翰林院庶吉士，三十七年（1558年）正月授編修，三十九年（1560年）五月升廣東按察司僉事。

## 家族
曾祖王汝霖；祖父王琦，知縣；父王相，訓導。母張氏。弟王學曾、王學孟、王學周、王學朱。